# Element Eighty
Gli Element Eighty sono un gruppo musicale alternative metal statunitense.

## Storia
Gli Element Eighty si formarono nel 2000 ed esordirono pubblicando il loro primo album Mercuric il 21 giugno 2001.
In aprile del 2003 il gruppo firmò un contratto con la Universal/Republic Records. Il loro album omonimo Element Eighty venne pubblicato il 28 ottobre 2003. Successivamente la band andò in tour con altri artisti come Sevendust, Mudvayne, 3 Doors Down, Slipknot, Shinedown, Korn, Hellyeah, Ill Niño, Flaw, 40 Below Summer e Mushroomhead. L'anno successivo all'uscita del loro secondo album, la canzone Broken Promises venne inserita nella colonna sonora del videogioco Need for Speed: Underground. Questo brano ebbe anche un mediocre impatto nelle classifiche statunitensi di Mainstream Rock (36º posto).
Dopo diversi mesi in tournée il gruppo vide che la loro casa discografica non aveva alcun interesse nel promuoverli: non ci furono video musicali né alcun tipo di promozione. Dopo il 2004 la band decise di rompere i rapporti con la Universal/Republic. Poco dopo il bassista Roon lasciò la band, ma venne presto rimpiazzato da Zack Bates.
Il loro terzo album The Bear fu pubblicato il 5 novembre 2005 tramite la propria etichetta, la Texas Cries Records. Quest'album è stato reso disponibile solamente sul sito ufficiale della band e durante i loro spettacoli.
Dopo aver suonato al Ridglea Theater a Fort Worth in Texas, gli Element Eighty si sciolsero nel dicembre 2006 senza rilasciare dichiarazioni, e si riunirono nel mese di maggio dell'anno successivo con grande sorpresa dei loro fan.
Nel 2007 la band sembra aver iniziato a lavorare al quarto album, ma la registrazione viene estremamente rallentata a causa di problemi personali e, 3 anni dopo, nel maggio 2010, David Galloway annuncia ufficialmente il definitivo scioglimento della band.
La band si riforma verso la fine del 2021, con un piano di far uscire un nuovo album nel 2022.

## Formazione

### Ultima
- David Galloway – voce (2000-2006, 2007-2010)
- Matthew Woods – chitarra (2000-2006, 2007-2010)
- Zack Bates – basso (2005-2006, 2007-2010)
- Ryan Carroll – batteria (2000-2006, 2007-2010)

### Ex componenti
- Roon – basso (2000-2005)

## Discografia
- 2001 – Mercuric
- 2003 – Element Eighty
- 2005 – The Bear